# Lista de monarcas do Butão
Os monarcas butaneses  designaram-se na história como Desi Druks, marajás e reis.

## Druk desis
Lista de Druk desis, expressão que pode ser traduzida por "rei dragão":
- Tenzin Rabgye (1638-1696) 1680-1694
- Gedun Chomphel (-1701) 1695-1701
- Ngawang Tshering 1701-1704
- Umdze Peljor 1704-1707
- Druk Rabgye (-1729) 1707-1719
- Ngawang Gyamtsho (-1729) 1719-1729
- Mipham Wangpo 1729-1736
- Khuwo Peljor 1736-1739
- Ngawang Gyaltshen 1739-1744
- Sherab Wangchuck 1744-1763
- Druk Phuntsho 1763-1765
- Druk Tendzin I 1765-1768
- Donam Lhundub (-1773) 1768-1773
- Kunga Rinchen 1773-1776
- Jigme Singye (1742-1789) 1776-1788
- Druk Tendzin II 1788-1792
- Tashi Namgyal 1792-1799
- Druk Namgyal 1799-1803
- Tashi Namgyal (2. Mal) 1803-1805
- Sangye Tendzin 1805-1806
- Umdze Parpop 1806-1808
- Bop Choda 1807-1808
- Tsulthrim Drayga (1790-1820) 1809-1810
- Jigme Dragpa II 1810-1811
- Yeshey Gyaltshen (1781-1830) 1811-1815
- Dorji Namgyel 1815
- Sonam Drugyal  1815-1819
- Tendzin Drugdra 1819-1823
- Choki Gyaltshen 1823-1831
- Dorji Namgyal 1831-1832
- Adap Thrinley 1832-1835
- Choki Gyaltshen (2. Mal) 1835-1838
- Dorji Norbu 1838-1847
- Tashi Dorji 1847-1850
- Wangchuk Gyalpo 1850
- Jigme Norbu (em Thimphu) 1850-1852
- Chagpa Sangye (em  Punakha) 1851-1852
- Damcho Lhundrup 1852-1856
- Kunga Palden (em Punakha) 1856-1861
- Sherab Tharchin (em Thimphu) 1856-1861
- Phuntsho Namgyal 1861-1864
- Tshewang Sithub 1864
- Tsulthrim Yonten 1864
- Kagyu Wangchuk 1864
- Tshewang Sithub (2. Mal) 1864-1866
- Tsondru Pekar 1866-1870
- Jigme Namgyal (1825-1881) 1870-1873
- Dorji Namgyal 1873-1877
- Jigme Namgyal (2. Mal) 1877-1878
- Dorji Namgyal (2. Mal) 1878-1879
- Chogyal Zangpo (-1880) 03.1879-06.1880
- Jigme Namgyal (3. Mal) 1880-07.1881
- Lam Tshewang (1836-1883) 1881-05.1883
- Gawa Zangpo 16.05.1883-23.08.1885
- Sangay Dorji (-1901) 1885-1901
- Yeshe Ngodub (1851-1917) 1903-1905

## Reis do Butão (1907-presente)
A monarquia butanesa hereditária foi estabelecida em 17 de dezembro de 1907, unificando o país sob a Dinastia Wangchuck. 
| Retrato | Nome                           | Reinado                | Reinado                      |
| ------- | ------------------------------ | ---------------------- | ---------------------------- |
|         | Ugyen Wangchuck                | 17 de dezembro de 1907 | 26 de agosto de 1926         |
|         | Jigme Wangchuck                | 26 de agosto de 1926   | 30 de março de 1952          |
|         | Jigme Dorji Wangchuck          | 30 de março de 1952    | 21 de julho de 1972          |
|         | Jigme Singye Wangchuck         | 21 de julho de 1972    | 6 de março de 2006 (Abdicou) |
|         | Jigme Khesar Namgyel Wangchuck | 6 de março de 2006     | Presente                     |